# Kladeruby nad Oslavou
Kladeruby nad Oslavou (en allemand : Kladerub) est une commune du district de Třebíč, dans la région de Vysočina, en République tchèque. Sa population s'élevait à 192 habitants en 2024.

## Géographie
Kladeruby nad Oslavou est arrosée par la rivière Oslava, un affluent de la Jihlava, et se trouve à 7,3 km au sud-est du centre de Náměšť nad Oslavou, à 23 km à l'est-sud-est de Třebíč, à 50,5 km au sud-est de Jihlava et à 164 km au sud-est de Prague.
La commune est limitée par Sedlec au nord, par Březník au nord-est, par Kuroslepy à l'est, par Mohelno à l'est et au sud, et par Kramolín et Popůvky à l'ouest.

## Histoire
La première mention écrite de la localité date de 1368.

## Transports
Par la route, Kladeruby nad Oslavou se trouve à 13 km de Náměšť nad Oslavou, à 26,5 km de Třebíč, à 60 km de Jihlava et à 194 km de Prague.